# Кар чифлик
Кар чифлик или Каръчифлик (на гръцки: Neon Καβακλί) е село в Западна Тракия, Гърция. Селото е част от дем Гюмюрджина.

## География
Селото е разположено на 12 километра югозападно от Гюмюрджина. (Комотини).

## История
В 19 век Кар чифлик е българско село в Гюмюрджинска кааза на Одринския вилает на Османската империя. Според статистиката на професор Любомир Милетич в 1912 година в селото живеят 15 български патриаршистки семейства.